# Rothenburgsorter FK 1908
Rothenburgsorter FK 1908 was een Duitse voetbalclub uit de stad Hamburg.

## Geschiedenis
De club werd opgericht op 15 februari 1908. In 1918 promoveerde de club voor het eerst naar de hoogste klasse van Hamburg-Altona. Door herstructureringen van de Noord-Duitse voetbalbond duurde het tot 1921 vooraleer de club opnieuw in de hoogste klasse speelde, deze keer in de nieuwe competitie van Groot-Hamburg, meer bepaald in de groep Elbe. De competitie werd gedomineerd door Altona 93 en Union 03 Altona maar de club nestelde zich steevast in de subtop. Na de samensmelting van de twee reeksen in Groot-Hamburg eindigde de club laatste in 1929/30 en degradeerde.
In oktober 1930 fusioneerde de club met SuS Rothenburgsort. Deze club was zelf een fusie van Rothenburgsorter SpVgg 1920 en Rothenburgsorter SV 1924. Deze laatste werd in het voorjaar van 1924 toen voetbalafdelingen van grotere turnclubs in heel Duitsland gedwongen zelfstandig moesten worden. RSV 1924 was de voetbalafdeling van Hamburg-Rothenburgsorter TV 1880 en in juli van 1924 al fusioneerde de club. In 1936 werd de club kampioen van de Bezirksklasse Hansa en promoveerde naar de Gauliga Nordmark. De club was echter niet opgewassen in deze sterke competitie. FK won drie van zijn achttien wedstrijden, waarvan twee keer tegen Sperber 98, dat nog lager eindigde. Het volgende seizoen slaagde de club er bijna in te promoveren, maar in de eindronde om promotie moest de club het afleggen van Schweriner SV 03 en Kilia Kiel. Tijdens de Tweede Wereldoorlog vormde het een speelverbond met SG Hamburg Hochbahn van 1943 tot 1945. De oorlog had een zware tol geëist. De terreinen van de club waren verwoest en van het stadsdeel Rothenburgsort werd een industriezone gemaakt, waar minder mensen woonden. De club fusioneerde hierdoor met Hamburg-Rothenburgsorter TV 1880 tot SV Hamburg-Rothenburgsort 1880. Deze club begon in de Stadtliga Hamburg, tussen 1945 en 1947 kort de hoogste klasse. In maart 1947 fusioneerde de club met SK Komet 08 Hamburg en werd zo het huidige TuS Hamburg 1880